# Petru I de Courtenay
Petru I de Courtenay (n. septembrie 1126 – d. 10 aprilie 1183) a fost fiul mai tânăr al regelui Ludovic al VI-lea al Franței și al celei de a doua soții a acestuia, Adélaide de Maurienne (sau Adela de Savoia).
În anul 1147, Petru i-a acompaniat pe frații săi, regele Ludovic al VII-lea și Robert de Dreux în Cruciada a doua, participând la lupta de la Dorylaeum, ca și la asediul asupra Damascului.
În anii 1149-1150, Petru a fost singurul care a luat partea regelui Ludovic al VII-lea, în disonanță cu ceilalți frați ai săi, Henric și Robert de Dreux, care s-au răsculat împotriva lui Ludovic.
Înainte de 1150, s-a căsătorit cu Elisabeta de Courtenay (n. 1127 – septembrie 1205), fiica lui Renauld de Courtenay.
În anul 1179, a luat însemnele cruciate din nou, alături de contele Henric I de Champagne și de nepotul său, Filip de Dreux, episcop de Beauvais, revenind în Țara Sfântă, unde a și murit.
Este înmormântat în catedrala din Exeter, iar nu alături de soția sa.
A avut 10 copii:
- Fillip (n. 1153 – d. înainte de 1186)
- Petru (n. 1155, împărat în Imperiul Latin de Constantinopol (1216-1217)
- O fiică necunoscută (n. cca. 1156)
- Alice de Courtenay (d. 12 februarie 1218), căsătorită cu contele Aymer d'Angoulême
- Eustachia (n. 1162–d. 1235), căsătorită cu Guillaume de Brienne
- Clementia (n. 1164)
- Robert (n. 1166–d. 1239), senior de Champignelles
- Guillaume (n. 1168 – d. înainte de 1248), senior de Tanlay
- Isabella (n. 1169 – d. după 1194)
- Constance (n. după 1170 – d. 1231)

1. ↑  Peter I of Courtenay, accesat în 9 octombrie 2017
2. ↑  Pierre I de France de Courtenay, Genealogics
3. 1 2 3 4 5 6  The Peerage
4. 1 2 3 4 5 6 7 8  Genealogics